# Escuela Militar de Monte
La Escuela Militar de Monte "Comandante Andrés Guaçurarí y Artigas" (Ec Mil Mte) es un instituto de perfeccionamiento militar del Ejército Argentino con asiento de paz en Puerto Iguazú (MI) y con dependencia de la Dirección de Educación Operacional.

## Historia
Fue creada el 10 de abril de 2012 para conducir la formación del personal militar en el ambiente geográfico particular de monte.
El Regimiento de Infantería de Monte 28 fue una unidad escuela en combate en selvas desde su creación en 1943 hasta el año 1965.
En 2019 el instituto adoptó el nombre «Comandante Andrés Guaçurarí y Artigas» por resolución del comandante de la XII Brigada de Monte receptando el nombre de la Compañía de Cazadores de Monte 12.

## Funciones
Los cadetes del Colegio Militar de la Nación y de la Escuela de Suboficiales del Ejército cursan en la Escuela.
Militares del Brasil, Ecuador o Estados Unidos asisten a la Escuela también.
Las actividades continúan en otros lugares como Puerto Península, Puerto Libertad, Polo Azul y Las Lomitas. La Ec Mil Mte administra reserva natural de Puerto Península.